# Reformierte Kirche Herzogenbuchsee

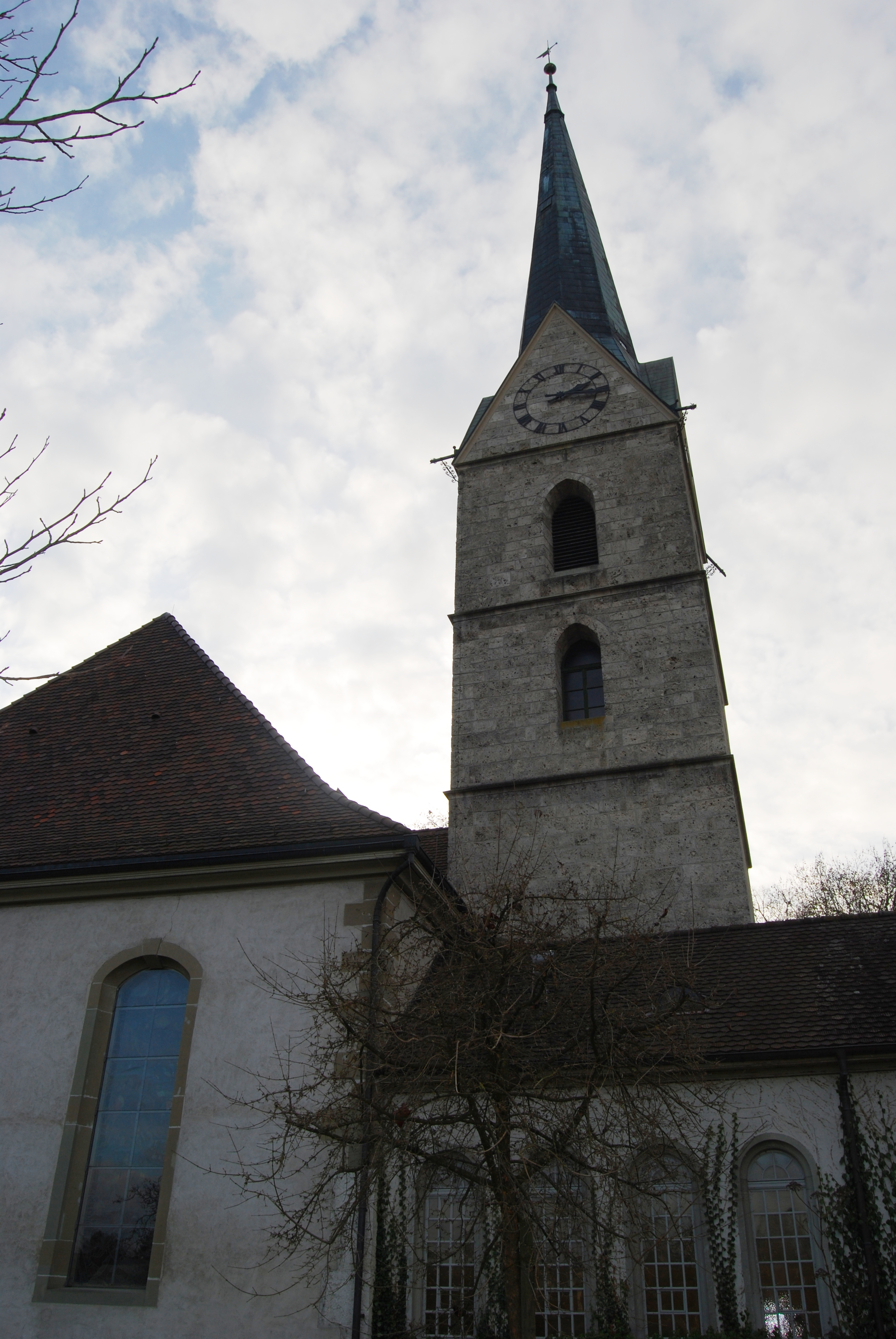
Reformierte Kirche Herzogenbuchsee (2011)

Die reformierte Kirche Herzogenbuchsee ist eine reformierte Kirche in der Gemeinde Herzogenbuchsee in der Schweiz.

## Geschichte
Die Kirche wurde im Jahr 1728 auf den Überresten einer römischen Villa sowie früherer Kirchen erbaut. Architekt war Hans Jakob Dünz III. Der vorherige Kirchhof wurde in Kriegszeiten oft als Zufluchtsort genutzt. Der einzige Überrest der älteren Kirchen ist der gotische Turm. Die Kirche war bis zur Reformation Martin von Tours geweiht.
2019 brach an Weihnachten zweimal ein Feuer aus, der Turm brannte ab. Laut der Kantonspolizei Bern entstand ein Schaden in Millionenhöhe.

## Gebäude
Die Kirche verfügt über einen der grössten barocken Predigtsäle im Kanton Bern. Neben dem Hauptgebäude befindet sich ein gotischer Turm mit Spitzhelm. Die Rundbogenfenster wurden 1911 von Eugène Burnand gestaltet.